# Die Bayerischen Jungwölfe
Die Bayerischen Jungwölfe (französisch Les Louvarts de Bavière) sind eine Trompe-Schule und ein Trompe-Ensemble mit Jungbläsern (Eintrittsalter ab acht Jahren) aus dem Chiemgau. Gegründet wurden die Jungwölfe 2015 in Traunstein.

## Hintergrund
Die Trompe de Chasse und ihre Musikkultur stammt aus der höfischen Jagd der Barockzeit. Sie diente den reitenden Jägern hinter der Hundemeute als Signalhorn, aber auch als mehrstimmig geblasenes Konzertinstrument für festliche Anlässe. Im weltweiten Gruppenverzeichnis 2016 der Fédération International des Trompes de France (FITF) gibt es für Deutschland drei gelistete Gruppen. Unter diesen sind die Bayerischen Jungwölfe die einzige Jugendgruppe. Diese Alleinstellung gilt auch für ganz Europa.
Die zentrale Aufgabe des Ensembles ist die Nachwuchsförderung von Trompe-Bläsern, um die Tradition der Trompe-Musikkultur und ihre Aufführungspraxis zu erhalten. Die Bayerischen Jungwölfe pflegen kulturübergreifende Musiktradition im interkulturellen Austausch mit anderen Ländern, wie Frankreich, Belgien und der Schweiz. Sie blasen im sogenannten ton de Vénerie „Ton der Jagdreiterei“, ein Stil, der sich elementar von dem aller anderen Natur- und Ventilhörner unterscheidet. Ein Gruppenmitglied der Bayerischen Jungwölfe wurde in Frankreich 2015 beim größten internationalen Trompe-Wettbewerb als „Hoffnungsträger der Trompe-Musikkultur“ mit dem Prix des Espoirs der FITF ausgezeichnet. Seit 2015 treten die Bayerischen Jungwölfe bei diversen öffentlichen Veranstaltungen auf.

## Ensemble
Die Bayerischen Jungwölfe sind eine Trompe-Schule und ein junges Trompe-Bläser-Ensemble aus der Traunsteiner Region im Chiemgau. Gesangliche und bläserische Ausbildung gehören zur regelmäßigen Probenarbeit, wie auch das Blasen der Trompe zu Pferd.
Das Ensemble aus Mädchen und Jungen setzt sich aus mehreren Stimmen zusammen. Sie blasen von der ersten über die zweite und teilweise gestopfte dritte Stimme (Zwischentöne werden durch Verschließen des Schalltrichters mit der Hand erzeugt) bis zum Bass mit der Trompe gleicher Bauart. Eine Besonderheit sind komplexe Gruppenstücke, bei denen die Kinder in jeweiliger mehrstimmiger Besetzung ein Wechselspiel zwischen Forte und Piano vorstellen.
Mehrmals jährlich finden Austausche mit befreundeten Trompebläsern und Trompelehrern aus den benachbarten Ländern, wie Frankreich, Schweiz, oder Belgien statt, um Lehrgänge, Ausflüge und gemeinsame Konzerte zu veranstalten. Ebenso nimmt die Gruppe an Trompe-Wettbewerben im In- und Ausland teil.

## Repertoire (Auswahl)
Das Repertoire reicht von Stücken des Barock, der Klassik und Romantik bis hin zu zeitgenössischen Originalkompositionen für Trompe. Hierzu zählen Situations-, Tier- und Ehrenfanfaren, sowie Gruppenstücke.
Französische Komponisten des 18., 19. und 20. Jahrhunderts
- Marc-Antoine de Dampierre, Tellier, Delor, Thiberge, rund 60 „Fanfares des Circonstances et des Animaux“
- Jules Cantin: La Fete au Chateau, La Grande Messe de Saint Hubert, Les Echos des hautes Bruyères
- Henri Juliot: La d’Aubigny,
- Tyndare Gruyer: Les Echos des Alpes, La Lancon,
- Louis Magnier: La Graisivaudan,
- Paul Laugé: Le Grand Retour de Chasse
- Charles Pont: La Fanfare des Bois

Zeitgenössische Komponisten
- Hubert Heinrich, Le Chant Final, Ritournelles, Salut à Délémont, La Marche de Dampleux
- Christian Conte: L'envoi à la Chasse,

## Auftritte
- Festival International des Trompes in Frankreich, ausgerichtet von der Fédération International des Trompes de France (FITF),[1] 2015 in Sully sur Loire, 2016 in Lamotte-Beuvron[6][7][8], 2017 in Lamotte-Beuvron, 2018 in Divonne les Bains[9], 2019 in Lamotte-Beuvron[10]
- Internationales Bläser-Fest der Schweiz, ausgerichtet von der Vereinigung der Jagdhornbläser Schweiz (Cors et Trompes de Chasse Suisse),[11] 2015 in Solothurn[12] und 2017 in Zürich[13]
- Mediterrano-Fest[14] Schloss Sandizell, Schrobenhausen, Deutschland 2015, 2016.[15] 2017
- Sonderschau des Historischen Landesfalkenhofs[16] in der Festung Hohenwerfen, Salzburger Land, Österreich 2016.[15]2017
- Trompe-Konzert der Bayerischen Jungwölfe in der Traunsteiner Stadtpfarrkirche St. Oswald 2017.[17]
- Konzert-Wochenende in Hessen mit Konzertabend in der St. Elisabeth-Kirche, Bad Schwalbach und Messe an der Tanzlinde in Schlangenbad-Bärstadt, 2017[18]
- Konzert-Reise nach Chartres, Frankreich, musikalische Mitgestaltung des 90. Jubiläums-Konzerts der Rallye Saint Hubert de Chartres in der Kathedrale von Chartres, 2018[19]
- Teilnahme am traditionellen Oktoberfest-Einzug in München, 2019[20]